# 茂湛铁路公司
茂湛铁路有限责任公司是一家主要由铁道部和地方出资组建的公司，成立于2009年9月10日。主要负责深湛铁路茂湛段、东海岛铁路以及合湛铁路（广东段）的项目管理。公司主要由广铁集团、广东省、湛江市以及茂名市持有。

## 管辖线路
- 深湛铁路茂湛段，原称茂湛铁路，茂名站（不含）至湛江西站之间的铁路线
- 东海岛铁路，湛江西站（不含）至东海岛之间的貨運鐵路
- 合湛铁路（广东段），连接湛江北站（不含）至粤桂省界的高速鐵路
- 湛湖联络线，深湛铁路湛江西站至湛海高速铁路湖光线路所（不含）之间的联络线